# Fritz Berner
Fritz Berner (* 1951) ist ein deutscher Bauingenieur. Von 1994 bis 2019 war er Professor für Baubetriebslehre und Direktor des Instituts für Baubetriebslehre an der Universität Stuttgart.

## Leben
Fritz Berner studierte an der Universität Stuttgart und erhielt 1975 den akademischen Grad eines Diplom-Ingenieurs in Bauingenieurwesen. Als Tragwerksplaner und Bauleiter (Rohbau) arbeitet er ab 1975 bei Wolff & Müller GmbH & Co. KG. Nach drei Jahren wechselte er 1979 als wissenschaftlicher Mitarbeiter zurück an die Universität Stuttgart, an das Institut für Baubetriebslehre, das 1964 gegründet und seitdem vom Gerhard Drees geleitet wurde. Fritz Berner war in der Lehre und Forschung am Institut für Baubetriebslehre bis 1983 tätig. Noch vor seinem Ausscheiden wurde Berner zum Dr.-Ing. promoviert. Seine weitere Laufbahn führte ihn zurück zu Wolff & Müller GmbH & Co. KG, wo er von 1983 bis 1985 als Bau- und Projektleiter im schlüsselfertigen Bau und von 1985 bis 1987 als Niederlassungsleiter in Karlsruhe tätig war. Anschließend erfolgte 1987 der Einstieg in die Geschäftsführung der Müller-Altvatter GmbH & Co. KG in Stuttgart.
1994 wurde er im Zuge der Berufung als Professor ans Institut für Baubetriebslehre an der Universität Stuttgart zum Geschäftsführenden Gesellschafter und leitete in dieser Rolle bis Ende 2006 das Unternehmen.
Zum 1. Januar 2007 wurden die deutschen Schlüsselfertigbau-Bereiche der holländischen Royal BAM Group nv mit Müller-Altvatter GmbH & Co. KG und Wayss & Freytag AG, Frankfurt zusammengelegt. Fritz Berner hat die Fusion der Unternehmen maßgeblich beeinflusst, die daraus hervorgegangene BAM Deutschland AG im Wesentlichen gestaltet und bis Ende 2009 als Vorstandsvorsitzender und Gesellschafter angeführt.
Im September 2001 hat Fritz Berner zusammen mit Willi Alda (damals Vorstandsvorsitzender der Deka Immobilien Investment GmbH) die Stiftung Immobilie gegründet. Die Stiftung Immobilie fördert Forschung und Lehre auf dem Gebiet der Immobilientechnik und Immobilienwirtschaft an der Universität Stuttgart. Sie unterstützt den Studiengang Immobilientechnik und Immobilienwirtschaft und verleiht jährlich den Stuttgarter Immobilienpreis für die beste Diplomarbeit im Bereich der Immobilientechnik und Immobilienwirtschaft.
Um die Implementierung der Ergebnisse der akademischen Forschung am Institut für Baubetriebslehre zu unterstützen, gründete Berner 2007 das Institut für wirtschaftliches und technisches Immobilienmanagement – IWTI GmbH. Dieses Institut ist auf immobilienspezifische Prozesse in Forschung, Dienstleistung und Beratung spezialisiert. Das IWTI erstellt Expertisen, Gutachten, Bewertungen und Optimierungsmodelle in Bereichen der Entwicklung, Realisierung und dem nachhaltigen Betrieb von Immobilien.
2004 wurde Fritz Berner als Experte in den PPP-Beirat des Landes Baden-Württemberg berufen.
2005 wurde Fritz Berner zum Mitglied des Vorstands der Vereinigung Stuttgarter Studentenwohnheime e.V. gewählt, die 1968 von Mitgliedern der Universität Stuttgart und des Studentenwerks Stuttgart mit dem Ziel gegründet wurde, studentischen Wohnraum zu schaffen.
Fritz Berner ist Mitglied folgender Verbände und Arbeitsgemeinschaften:
- Verein Deutscher Ingenieure
- Verband Deutscher Architekten- und Ingenieurvereine
- REFA-Verband Baden-Württemberg
- ASIM – Arbeitsgemeinschaft Simulation, Fachgruppe „Simulation in Produktion und Logistik“, Arbeitskreis „Simulation von Unikatprozessen“

Außerdem ist Berner auch als Gutachter tätig. Sein Fachgebiet sind gutachterliche Beratungen, Stellungnahmen und Bewertungen vorhandener Gutachten in den Bereichen:
- Baupreise
- Baukalkulation (Gemeinkosten, Einzelkosten)
- Nachtragsforderungen
- Technische Bewertung von Ausschreibungen
- Technische Bewertung von Bau- und Honorarverträgen
- Baustelleneinrichtungsplanung
- Ablaufplanung

## Lehre und Forschung
Am 1. April 1994 übertrug Gerhard Drees die Leitung des Instituts für Baubetriebslehre an Fritz Berner. Trotz seiner Rolle als Ordinarius behielt Fritz Berner seine aktive Stellung in der deutschen Bauwirtschaft. Von 1996 bis 1998 wurde er zum Dekan der Fakultät 2 „Bauingenieur- und Vermessungswesen“ der Universität Stuttgart gewählt.
Im Herbst 2001 hat Fritz Berner den Studiengang Immobilientechnik und Immobilienwirtschaft gegründet, um eine Ausbildungslücke zwischen technischen und wirtschaftlichen Aspekten im Lebenszyklus der Immobilien zu schließen. Seit dem Start im Wintersemester 2001/2002 verzeichnet der Studiengang steigende Studienanfänger-Zahlen.
Berner hält Vorlesungen zu den Themen:
- Fertigungstechnik und Fertigungsverfahren
- Baubetriebslehre
- Baubetriebswirtschaft
- Baubetriebsplanung
- Organisation der Bauunternehmung
- Finanzierung in der Bauunternehmung
- Investitionsrechnung in der Bauwirtschaft
- Vertragsfragen und Rechnungswesen
- Arbeitsstudium im Baubetrieb
- Planung, Steuerung und Kontrolle von Baustellen
- Projektentwicklung
- Schlüsselfertiges Bauen
- Industrialisiertes Bauen
- Ausgewählte Kapitel bei Bauverträgen
- Die Entwicklungsgeschichte der Immobilie

Die Forschungsgebiete von Fritz Berner umfassen Themen auf den Gebieten des Baubetriebs, der Bauwirtschaft und der Immobilie. Unter anderem sind dies:
- PPP und Mittelstand in Baden-Württemberg
- Energieeffiziente Stadt Schwäbisch Gmünd
- EQUIP – Effizienzoptimierung und Qualitätssicherung ingenieurgeodätischer Prozesse im Bauwesen
- Kommunales Straßenmanagement Südstraßen
- PPP-Gesamtkostenkalkulationsverfahren
- VC3 – Virtual Construction Company Competition
- FUCON – Future Construction
- Strategisches Controlling in Baukonzernen
- Behandlung von Bestandsimmobilien
- Effizienz bei Öffentlich Privaten Partnerschaftsprojekten (PPP)
- Technisches Controlling bei der Projektentwicklung
- Technische Analyse von Büroimmobilien im Bestand
- Die Baulogistik in der schlüsselfertigen Ausführung
- Phasenorientierte Wirtschaftlichkeitsanalyse für die Projektentwicklung von Büroimmobilien
- Die Vorbereitung für die schlüsselfertige Ausführung im Hochbau

## Publikationen
- mit Bernd Kochendörfer, Rainer Schach: Grundlagen der Baubetriebslehre. Band 1: Baubetriebswirtschaft, 3. Aufl., Springer Vieweg, Wiesbaden 2020, ISBN 978-3-658-27855-7.
- mit Bernd Kochendörfer, Rainer Schach: Grundlagen der Baubetriebslehre. Band 2: Baubetriebsplanung, 2. Aufl., Springer Vieweg, Wiesbaden 2013, ISBN  978-3-658-03226-5.
- mit Bernd Kochendörfer, Rainer Schach: Grundlagen der Baubetriebslehre. Band 3: Baubetriebsführung, 2. Aufl., Springer Vieweg, Wiesbaden 2015, ISBN 978-3-658-09037-1.
- Sicherheit und Gesundheitsschutz auf Baustellen in Deutschland und Österreich, Bauwerk, Berlin 2000, ISBN 978-3-934-36929-0